# 德永佳
德永佳集團有限公司 (港交所：0321)是一家在香港交易所上市的工業公司。主要業務是針織布及棉紗之產銷及整染、便服及飾物之銷售、提供汽車及發電機之維修及保養服務、銷售發電機及提供特許經營服務。
公司在百慕達註冊，主席兼首席執行官為潘彬澤。
2018年9月5日德永佳集團斥资0.28億港元現金向Galantine Management收購大中華服裝零售業務---班尼路額外18%股權，完成後，公司於班尼路持股將增至82%。

## 旗下品牌
- 班尼路

## 外部連結
- 德永佳集團官方網站 （页面存档备份，存于）